# Karumbākkam
Karumbākkam är en ort i Indien.   Den ligger i distriktet Kancheepuram och delstaten Tamil Nadu, i den södra delen av landet, 1 800 km söder om huvudstaden New Delhi. Karumbākkam ligger 32 meter över havet och antalet invånare är 11 992.
Terrängen runt Karumbākkam är platt. Runt Karumbākkam är det tätbefolkat, med 550 invånare per kvadratkilometer. Närmaste större samhälle är Chengalpattu, 12,4 km väster om Karumbākkam. Omgivningarna runt Karumbākkam är en mosaik av jordbruksmark och naturlig växtlighet.